# Molí Arquerons
El Molí Arquerons és una obra de l'Esquirol (Osona) inclosa a l'Inventari del Patrimoni Arquitectònic de Catalunya.

## Descripció
Molí construït al costat del riu, aprofitant el desnivell del terreny. Al primer pis s'hi accedeix per unes escales exteriors formant una petita eixida davant del portal, aquest és rectangular i al damunt s'inscriu una bonica llinda esculpida amb el nom de Maria. A la part de llevant, damunt del primer pis, s'hi obren unes galeries. La casa és coberta a dues vessants amb el carener paral·lel al portal de migdia. A la part de llevant, i a la planta baixa hi ha dos portals que donen accés a l'espai on antigament s'havien ubicat les moles. Es construït bàsicament amb pedra, es troba molt a prop del nucli de població. Actualment s'està reformat, les xemeneies desmereixen un xic l'arquitectura antiga.

## Història
La història del molí d'Arquerons va unida a la del mas que duu el mateix nom que trobem registrada en els fogatges de 1553 de la parròquia del terme de Corcó. Per aquella època el mas era habitat per Pere Archerons. Cal remarcar que la llinda del portal del primer pis procedeix de l'antic hospital de Malleu segons hem pogut saber pel presbiteri.